# Dino Diana
Dino Diana (ur. w 1883 w Weronie, data śmierci nieznana) – szermierz reprezentujący Królestwo Włoch, uczestnik letnich igrzysk olimpijskich w Londynie w 1908 roku.